# Wielka Madonna Cowper
Wielka Madonna Cowper (również: Madonna z Dzieciątkiem, Madonna Cowper) – obraz olejny Rafaela namalowany w 1508 roku. Znajduje się w zbiorach National Gallery of Art w Waszyngtonie.
Obraz powstał podczas pobytu malarza we Florencji. Przed namalowaniem tego obrazu Rafael tworzył inne Madonny, na których dostrzegalne są inspiracje Leonardem da Vinci i Michałem Aniołem. Wielka Madonna Cowper wraz z namalowaną w tym samym roku Madonną Tempi stanowią odejście od wpływu Leonarda. Na obrazie Rafael ukazał niespotykaną u Leonarda czułość pomiędzy Maryją a Dzieciątkiem, który wyciąga rękę ku Marii, zwracając tym samym uwagę widza. Sposób przedstawienia postaci ujawnia wpływ Michała Anioła. Obraz wyróżnia się nasyconą kolorystyką i lekkością. Na hafcie szaty Marii znajduje się data powstania obrazu i monogram artysty „RV”.
Zdaniem biografisty Mariusza Karpowicza na obu obrazach Rafael mógł ukazać tęsknotę za matką, która zmarła, gdy malarz był dzieckiem.
Obok Wielkiej Madonny Cowper istnieje również Mała Madonna Cowper (Madonna z Dzieciątkiem), namalowana ok. 1504–1505 roku. Oba obrazy kupił ok. 1780 roku lord George Clavering-Cowpera, który dzieła przekazał na rzecz National Gallery of Art w Waszyngtonie.